# Fetisov
Fetisov je priimek več oseb:
- Fjodor Kuzmič Fetisov, sovjetski general
- Vjačeslav Fetisov, ruski hokejist